# Lola Rodríguez de Tió
Lola Rodríguez de Tió (San Germán, 14 de setembro de 1843 — Havana, 10 de novembro de 1924) foi uma poeta, jornalista e revolucionária de Porto Rico. Pelas suas obras, ganhou reconhecimento na América Latina. Também defendia pelos direitos das mulheres e a abolição da escravatura.

## Primeiros anos
Dolores Rodríguez de Astudillo y Ponce de León nasceu em San Germán, Porto Rico. Seu pai, Sebastián Rodríguez de Astudillo, foi um dos fundadores do Ilustre Colegio de Abogados de Porto Rico (literalmente, "Ilustre Colégio dos Advogados", corpo governante para os advogados espanhóis em Porto Rico, semelhante à Ordem dos Advogados). A mãe de Lola, Carmen Ponce de León, era descendente de Juan Ponce de León, que era um conquistador e o primeiro governador espanhol de Porto Rico. Lola recebeu sua educação em casa, onde foi tutelada. Desenvolveu um grande amor pela literatura, especialmente pelas obras de Fray Luis de León, as quais serviram a Lola como fonte de inspiração. Foi muito assertiva nos seus primeiros anos, aos dezessete anos ela pediu permissão de usar o cabelo curto, que ia contra a norma convencional da época, uma marca pessoal que ela mantinha até o fim de sua vida.

## Ativista política

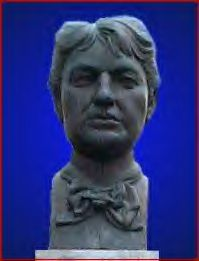
Busto de Lola Rodríguez de Tió

Rodríguez de Tió se mudou para Mayagüez, com a família dela. Lá ela conheceu Bonocio Tió Segarra, com quem se casou em 1863. Rodríguez de Tió tornou-se escritora e importadora de livros que frequentemente escreveu artigos na imprensa local e foi contra o regime espanhol. Depois de se casar com Bonocio, publicou seu primeiro livro de poesia, Mis Cantos, que vendeu a então incrível quantidade de 2 500 cópias.
Em 1867 e novamente em 1889, Lola e o seu marido foram banidos de Porto Rico pelos governadores espanhóis nomeados. No primeiro exílio deles, foram à Venezuela. Tiveram o segundo banimento e eles mudaram-se para Nova Iorque, Estados Unidos, onde ajudou José Martí e outros revolucionários cubanos, e mais tarde para Cuba, onde o casal residiu até as suas respectivas mortes. A casa deles virou ponto de encontro para os políticos e intelectuais, bem como exilados porto-riquenhos. Em 1868, inspirada na busca do Ramón Emeterio Betances pela independência de Porto Rico e pela tentativa de revolução chamada Grito de Lares, escreveu as letras patrióticas com o canto existente de La Borinqueña. Em 1901, Rodríguez de Tió fundou e foi eleita membro da Academia Cubana de Artes e Letras. Ela também foi inspetora escolar local. Lola era bastante conhecida em Cuba por sua poesia patriótica sobre Porto Rico e Cuba. Algumas das obras de Lola mais conhecidas são Cuba y Puerto Rico son... (Cuba e Porto Rico são..) e Mi Libro de Cuba (Meu Livro sobre Cuba).
Em 1919, Rodríguez de Tió voltou a Porto Rico, onde foi homenageada com um grande banquete no Ateneo Puertorriqueño, depois ela recitou seus "Cantos a Puerto Rico". Lola Rodríguez de Tió morreu no dia 10 de novembro de 1924 e foi sepultada no Cemitério Colón, em Havana, Cuba.
Acredita-se por alguns que o desenho e as cores da bandeira de Porto Rico, que foram aprovados em 1954, vieram da ideia de Lola de ter a mesma bandeira que Cuba com as cores invertidas. Porto Rico honrou a memória de Lola nomeando escolas e avenidas em homenagem a ela.